# نصف‌النهار ۱۷۹ درجه شرقی
نصف‌النهار ۱۷۹ درجه شرقی ۱۷۹مین نصف‌النهار شرقی از گرینویچ است که از لحاظ زمانی ۱۱ساعت و ۵۶دقیقه با گرینویچ اختلاف زمانی دارد.
این نصف‌النهار از قطب شمال شروع و از مناطق زیر گذشته و به قطب جنوب ختم می‌شود.
- روسیه
- اقیانوس آرام
- 🇫🇯 فیجی
- اقیانوس آرام